# Фан (Португалія)
Фан (порт. Fão; МФА: [ˈfɐ̃w]) — парафія в Португалії, у муніципалітеті Ешпозенде. Розташована в північно-західній частині країни, на теренах історичної португальської провінції Дору-Міню. Входить до складу округу Брага. За адміністративним поділом, чинним до 1976 року, терени парафії були складовою провінції Міню. Належить до Бразької архідіоцезії Католицької церкви. Патрон — святий Пелагій. Площа — 5,7595 км². Населення — 3103 ос. (2011). Середньо урбанізований регіон. Густота населення — 538,76 осіб/км²
. Код — 030606.

## Населення
| Кількість мешканців | Кількість мешканців | Кількість мешканців | Кількість мешканців | Кількість мешканців | Кількість мешканців | Кількість мешканців | Кількість мешканців | Кількість мешканців | Кількість мешканців | Кількість мешканців | Кількість мешканців | Кількість мешканців | Кількість мешканців | Кількість мешканців |
| ------------------- | ------------------- | ------------------- | ------------------- | ------------------- | ------------------- | ------------------- | ------------------- | ------------------- | ------------------- | ------------------- | ------------------- | ------------------- | ------------------- | ------------------- |
| 1864                | 1878                | 1890                | 1900                | 1911                | 1920                | 1930                | 1940                | 1950                | 1960                | 1970                | 1981                | 1991                | 2001                | 2011                |
| 1 836               | 2 008               | 2 056               | 1 911               | 2 070               | 2 056               | 2 162               | 2 142               | 2 153               | 1 942               | 1 951               | 2 588               | 2 642               | 2 843               | 3 103               |